# Shun'e
Shun'e (俊恵?; 1113 – 1191 circa) è stato un monaco buddista e poeta giapponese waka del tardo periodo Heian.
Era il figlio di Minamoto no Toshiyori da cui imparò la poesia waka. Divenne sacerdote del tempio Tōdai-ji in tenera età dove era conosciuto come Shun'e Hōshi (俊恵法師). Una delle sue poesie è stata inclusa nell'Ogura Hyakunin Isshu.

## Biografia
Dopo la morte di suo padre nel 1129, si ritirò come monaco nel tempio Tōdai-ji, il suo nome buddista può essere letto anche Sun'e. La sua data esatta di morte è incerta, ma probabilmente era intorno al 1191.

## Poesia
Ha spesso ospitato raduni e concorsi di poesia (uta-awase) nella sua residenza, nel monastero a Shirakawa, chiamata Karin'en (歌林苑), invitando diversi poeti come Fujiwara no Kiyosuke, Minamoto no Yorimasa e Inpumon'in no Tayū, tra gli altri. Era un mentore poetico di Kamo no Chōmei, che lo cita nel suo Mumyōshō.
Ottantatré sue poesie furono incluse in antologie imperiali a partire dallo Shika Wakashū, ha compilato le antologie Kaenshō (歌苑抄) e Karinshō (歌林抄) ed ha anche lasciato una collezione privata, il Rin'yō Wakashū (林葉和歌集). Una delle sue poesie è stata inclusa nell'antologia Hyakunin isshu di Fujiwara no Teika:
(Hyakunin isshu n.85)